# El Cerrito (condado de Riverside)
Para la localidad en el condado de Contra Costa véase El Cerrito y para el barrio en San Diego, véase El Cerrito.
El Cerrito es un lugar designado por el censo ubicado en el condado de Riverside en el estado estadounidense de California. En el año 2000 tenía una población de 4,590 habitantes y una densidad poblacional de 566.7 personas por km².

## Geografía
El Cerrito se encuentra ubicado en las coordenadas 33°50′03″N 117°31′32″O / 33.834166, -117.525527. Según la Oficina del Censo, la ciudad tiene un área total de 8,1 km² (3,1 mi²), de la cual 7,7 km² (3 mi²) es tierra y 0,4 km² (0,2 mi²) (0%) es agua.

## Demografía
Según la Oficina del Censo en 2000 los ingresos medios por hogar en la localidad eran de $61,190, y los ingresos medios por familia eran $62,981. Los hombres tenían unos ingresos medios de $42,552 frente a los $36,886 para las mujeres. La renta per cápita para la localidad era de $19,466. Alrededor del 8.5% de la población estaban por debajo del umbral de pobreza.